# Порошинская (станция)
Порошинская — железнодорожная станция Краснодарского региона Северо-Кавказской железной дороги. Расположена на двухпутной магистрали Волгоград — Новороссийск, электрифицированной переменным током 27,5 кВ. 
Расстояние до узловых станций (в километрах): Сальск — 126, Тихорецкая — 21.
Через станцию проходят грузовые поезда в направлениях Сальск — Тихорецкая и обратно.
По станции Порошинская курсируют  пассажирские поезда дальнего следования.

## Коммерческие операции
- 1	Прием и выдача повагонных отправок грузов, допускаемых к хранению на открытых площадках станций.
- 3	Прием и выдача грузов повагонными и мелкими отправками, загружаемых целыми вагонами, только на подъездных путях и местах необщего пользования.
- 4	Прием и выдача повагонных отправок грузов, требующих хранения в крытых складах станций.
- П	Продажа билетов на все пассажирские поезда. Прием и выдача багажа.